# Georgibius georgiae
Georgibius georgiae är en mångfotingart som beskrevs av Chamberlin 1944. Georgibius georgiae ingår i släktet Georgibius och familjen stenkrypare. Inga underarter finns listade i Catalogue of Life.